# Francolinus
Francolinus es un género de aves galliformes de la familia Phasianidae conocidas comúnmente como francolines. Habitan en el sur de Asia.

## Especies
En la actualidad se reconocen cinco especies en el género Francolinus:
- Francolinus francolinus - francolín ventrinegro;
- Francolinus pictus - francolín pintojo;
- Francolinus pintadeanus - francolín chino;
- Francolinus pondicerianus - francolín gris;
- Francolinus gularis - francolín palustre.

La mayoría de las especies que antes se clasificaban en este género en la actualidad se distribuyen por los géneros Pternistis, Peliperdix, Scleroptila, Dendroperdix y Ptilopachus.